# Orvanne
Die Orvanne ist ein Fluss in Frankreich, der in den Regionen Bourgogne-Franche-Comté und Île-de-France verläuft. Sie entspringt im Gemeindegebiet von Saint-Valérien, entwässert generell Richtung Nordwest und mündet nach rund 39 Kilometern bei Moret-sur-Loing als rechter Nebenfluss in den Loing. Im Mündungsbereich verläuft sie parallel zum Canal du Loing, der den Loing hier als Seitenkanal begleitet und mündet erst unterhalb der letzten Schleuse. Auf seinem Weg berührt die Orvanne die Départements Yonne und Seine-et-Marne.

## Orte am Fluss
- Dollot
- Vallery
- Blennes
- Voulx
- Thoury-Férottes
- Flagy
- Dormelles
- Villecerf
- Moret-sur-Loing